# Pawieł Suchow
Pawieł Władisławowicz Suchow (ros. Павел Владиславович Сухов; ur. 7 maja 1988 w Kujbyszewie) – rosyjski szermierz specjalizujący się w szpadzie, srebrny medalista olimpijski i trzykrotny medalista mistrzostw świata.
Na igrzyskach olimpijskich w Tokio wspólnie z Siergiejem Bidą, Siergiejem Chodosem i Nikitą Głazkowem wywalczył srebrny medal w rywalizacji drużynowej. Na tej samej imprezie zajął także 36. miejsce indywidualnie. Na rozgrywanych w 2016 roku igrzyskach w Rio de Janeiro był siódmy drużynowo i dwudziesty indywidualnie. Brał też udział w igrzyskach olimpijskich w Londynie, gdzie zajął 17. miejsce w zawodach indywidualnych.
Podczas mistrzostw świata w Budapeszcie w 2013 roku wywalczył brązowy medal indywidualnie, plasując się za Estończykiem Nikolaiem Novosjolovem i Rubénem Limardo z Wenezueli. Następnie zdobył brązowy medal w rywalizacji drużynowej na mistrzostwach świata w Lipsku w 2017 roku. Wynik ten Rosjanie powtórzyli podczas mistrzostw świata w Wuxi w 2018 roku.
Zdobył ponadto złoty medal indywidualnie na mistrzostwach Europy w Legnano (2012) oraz drużynowo podczas mistrzostw Europy w Tbilisi (2017) i mistrzostw Europy w Nowym Sadzie (2018).